# Miquel Mas i Bargalló
 Miquel Mas i Bargalló (Reus, 14 de març de 1846 – Barcelona, 9 de juny del 1923) va ser un músic, guitarrista i compositor, que es dedicà a la docència musical.

## Biografia
S'establí a Barcelona de ben jove. Allí hi estudià música amb Josep Rodoreda (harmonia), Joan Baptista Pujol (piano) i Josep Brocà (guitarra), i debutà com a guitarrista a Barcelona, Bilbao i Saragossa. Actuà a París amb èxit. Formà un quartet amb Beltrán, Hernández i Cateura. L'any 1894 va ser nomenat catedràtic de l'Escola Municipal de Música de Barcelona, on ensenyà guitarra i mandolina fins a jubilar-s'hi el 1922; d'entre els seus deixebles més coneguts hi hagué Rosa Lloret Ortiz, Joan Nogués i Alfred Romea. Fundà l'entitat musical La Lira Española i en dirigí l'orquestra. Deixà obres per a piano, guitarra i mandolina, i també adaptà per a guitarra peces de Beethoven, Bach i Chopin.
La seva filla, Antònia Mas i Burillo, formada per ell mateix, obtingué el títol de professora de piano al Conservatori Municipal de Barcelona entre 1899 i 1900.

## Obres
- ¡Como ninguno!, schotis castizo, per a piano
- Ecos de Cuba, habanera (1890), per a piano
- En un guateque, Op. 90 (1890), havanera per a guitarra
- Esplai (1932), sardana
- Gavota, per a guitarra
- Menuetto, per a guitarra
- Nocturno, per a guitarra
- Sofia (1900), obertura

## Gravacions
- En un guateque, al CD Antologia de la música catalana. Vol. 10 1844-1867 (Barcelona: Enciclopèdia Catalana, 2005)